# Haus Brenschede

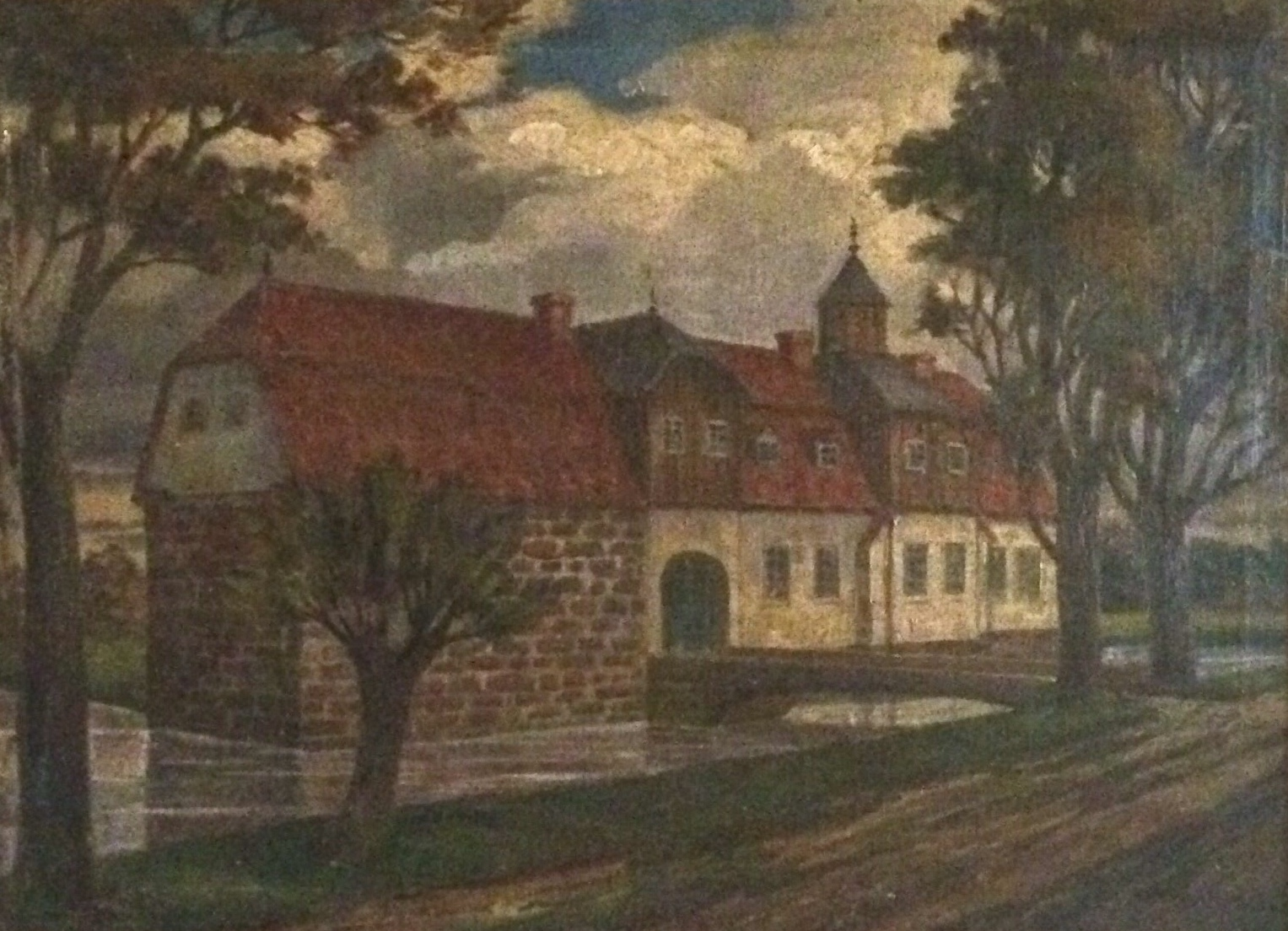
Haus Brenschede

Haus Brenschede war ein Rittersitz im heutigen Bochumer Stadtteil Wiemelhausen. Es befand sich im Quellgebiet des Lottentales in der Brenscheder Heide.
Das Haus ging 1456 aus einem befestigten Hof hervor. Es folgten wechselnde Lehnsverhältnisse, ehe es 1817 freier Besitz wurde. Um die Wende des 19./20. Jahrhunderts wurde das Gebäude, in dessen unmittelbarer Nachbarschaft mehrere Zechen entstanden, zu einer Gaststätte umgebaut. Während des Zweiten Weltkriegs wurde Haus Brenschede 1943 durch Bomben zerstört.